# 劉時雍 (隆慶舉人)
劉時雍，字師舜，南直隸泰州人。明朝政治人物。

## 生平
隆慶元年（1567年）丁卯科應天鄉試舉人，授浙江龍泉縣知縣，升山東濟南府通判，致仕歸。